# Albert Simonson
Albert Simonson (ur. 26 grudnia 1914 roku, zm. 16 listopada 1965 roku) – amerykański szachista, złoty medalista olimpijski.
W roku 1936 był członkiem drużyny amerykańskiej, która zdobyła złoty medal na szachowej olimpiadzie w Folkestone. W tym samym roku wystąpił na I mistrzostwach Stanów Zjednoczonych. W finałowych turniejach o tytuł mistrza kraju brał udział jeszcze trzykrotnie (w latach 1938, 1940 i 1951).